# Capela de São Jerónimo
A Capela de São Jerónimo, também conhecida por Ermida de São Jerónimo ou Ermida do Restelo é uma capela localizada na freguesia de Belém, no concelho de Lisboa, distrito homónimo.
Está classificada como Monumento Nacional desde 1943.
Trata-se de uma capela simples que está rodeada por um jardim da pena do Arquiteto Gonçalo Ribeiro Telles e que goza de vistas espectaculares tanto sobre Belém como sobre a linha de Cascais. Tem ainda por vizinha a moradia modernista da rua de Alcolena n.º 28.

## História
Este pequeno templo foi erguido no inicio do século XVI e está atribuído ao mestre Diogo de Boitaca. É um edifício de planta quadrada, como elemento de decoração interessante o remate superior formado por um cordão interrompido por quatro pináculos* torsos*.
No portal podemos observar a emblemática do Rei D. Manuel I e no seu estilo manuelino.
Construída em 1514 dentro dos terrenos da Cerca dos monges do Mosteiro de Santa Maria de Belém, a Ermida de São Jerónimo é sóbria e de raro equilíbrio de volumes, que impressiona e encanta todo o visitante, não só pelo seu exterior, mas principalmente pelo interior – uma autêntica e minúscula réplica do gigante Mosteiro dos Jerónimos.
Tem planta quadrangular rematada no topo por um cordão interrompido por quatro pináculos cónicos de forma retorcida; em cada canto existem gárgulas semelhante às do soberbo Claustro do Mosteiro dos Jerónimos e os seus cunhais exteriores estão reforçados por quatro «gigantes» a suportar o peso das paredes e do tecto.
A porta principal, de reduzida dimensão e decoração simples (um escudo real, encimado pela coroa, ladeada por duas esferas armilares, símbolos do reinado de D. Manuel I), está virada para ocidente, proporcionando um maravilhoso panorama do horizonte.
Quem teria projectado e construído a Capela? É atribuída ao Mestre Boitaca e construída por Mestre Rodrigo Afonso (?!).
Desde que os frades abandonaram o Mosteiro, a Capelinha serviu de arrecadação de coisas várias. Pelo Decreto lei nº 32 973 de 18/8/95 passa a ser considerada Monumento Nacional.
Em 1976 é cedida, por empréstimo, para o culto habitual de sábados e domingos, segundo o calendário do Rito Ortodoxo de Portugal à Igreja Ortodoxa Russa. Foi devolvida ao Patriarcado em 1978 e faz parte integrante da Paróquia de São Francisco Xavier.
Presentemente a Ermida de São Jerónimo é muito solicitada para Baptismos e Casamentos.